# Longue Guerre
 (juin 2018).
Guerres austro-turques
Batailles
Bataille de Sisak (en) - Bataille de Călugăreni - Bataille de Keresztes - Bataille de Şelimbăr - Bataille de Mirăslău (en) - Bataille de Goroszló
La Longue Guerre (parfois appelée guerre de Treize Ans ou guerre de Quinze Ans) se déroula de 1591 ou 1593 à 1604 ou 1606. C'est l'un des nombreux conflits qui opposèrent les Habsbourg aux Ottomans après la bataille de Mohács qui mena au partage de la Hongrie entre la Hongrie royale qui devient possession des Habsbourg, la Hongrie ottomane au centre et au sud du pays, et la principauté de Transylvanie que l'historiographie hongroise appelle Royaume de Hongrie orientale et qui, comme les principautés danubiennes, devient tributaire de l'Empire ottoman.
La guerre oppose essentiellement Rodolphe II, empereur du Saint-Empire romain germanique (1576–1612), aux trois sultans successifs de l'Empire ottoman : Mourad III (1574–1595), Mehmed III (1595–1603) et Ahmed Ier (1603–1617).

## Déroulement
Depuis 1591, des escarmouches de plus en plus violentes opposent les forces ottomanes et autrichiennes et cet état de guerre latent dégénère en un conflit ouvert le 29 juillet 1593, lorsqu'une armée ottomane commandée par Koca Sinan Pacha engage une campagne contre les Habsbourg et s'empare de Győr et de Komárno en Hongrie royale.
En 1595, une alliance entre les puissances européennes chrétiennes est organisée par le pape Clément VIII dans le but de s'opposer à l'Empire ottoman ; cette alliance fut scellée à Prague par l'Empereur Rodolphe II et Sigismond Ier Báthory de Transylvanie. Aron Tiranul de Moldavie et Michel le Brave de Valachie rejoignirent l'alliance plus tard dans l'année.
Sigismond Ier Báthory s'est engagé dans la ligue anti-ottomane pour diverses raisons. La première est sa volonté de briller, car en tant que jeune souverain non particulièrement doué pour la guerre ou la gestion de son territoire, la guerre est pour lui une opportunité. Puis, étant catholique, il est également motivé par l'envie de participer à une  guerre-sainte promue par Rome. En outre, lui est promise Marie-Christine d'Autriche (1574-1621), ce qui représente pour lui une promotion sociale énorme,.
Pour les Ottomans, le but premier de la guerre est de prendre Vienne pour élargir ensuite leurs territoires européens, alors que les Habsbourg entrent en guerre pour reprendre les territoires centraux du royaume de Hongrie, alors contrôlés par les Turcs. La victoire de cette guerre représenterait aussi pour l'Empire Ottoman un remède contre le mécontentement de son armée, dévastée par la Guerre ottomano-persane (1578-1590).
La mainmise sur la ligne formée par le Danube et sur les forteresses qui s'y trouvent, est cruciale. Ainsi, la guerre se déroule principalement dans une région correspondant approximativement à l'Ouest de la Hongrie actuelle, au Sud de la Slovaquie moderne, à la Bulgarie, à la Serbie et au Sud de la Roumanie d'aujourd'hui.
En 1595, les Habsbourg reprennent Győr et prennent Esztergom et Visegrád, des forteresses stratégiques sur les rives du Danube, mais n'assiègent pas la citadelle-clé de Buda. Les Ottomans pour leur part assiègent et prennent d'assaut la ville d'Eger en 1596.
Pendant ce temps, à l'est, Michel le Brave, prince de Valachie, mène une campagne vigoureuse contre les Ottomans à l'automne 1594, conquérant de nombreux châteaux et ports du Bas-Danube, dont Giurgiu, Brăila, Hârșova et Silistra, pendant que ses alliés moldaves parviennent à faire reculer les armées ottomanes à Iași et en d'autres points en Moldavie. Michel continue de lancer des attaques profondément en territoire ottoman, prenant les forts de Nicopolis, Rybnitsa et Chilia, atteignant même Andrinople. Le point extrême de son avance se situe à seulement 24 kilomètres de Constantinople.
Le conflit continue avec la bataille de Călugăreni, parfois considérée comme l'une des plus importantes batailles entre Turcs et Roumains. Malgré leur victoire, Michel et ses troupes sont obligés de se replier face aux renforts ottomans et d'attendre l'aide de leurs alliés, le prince Sigismond Báthory de Transylvanie et l'empereur Rodolphe d'Autriche. La guerre opposant la Valachie aux Ottomans se poursuit jusqu'en 1599, date à laquelle Michel est obligé d'abandonner le conflit du fait du peu d'aide que lui accordent ses alliés.

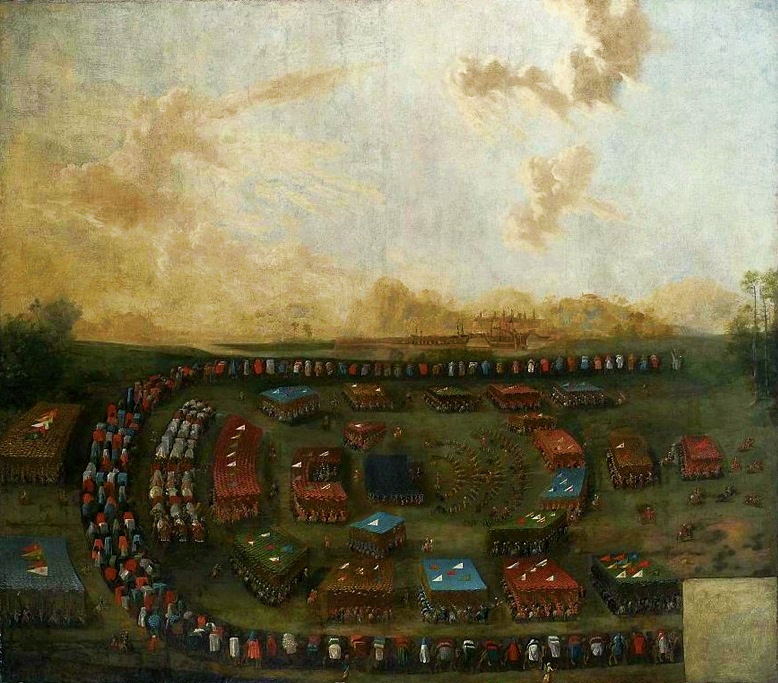
L'armée ottomane campant devant une ville. Anonyme, premier quart du XVIIe siècle.

La bataille de Keresztes, qui se déroule du 24 au 26 octobre 1596 en Hongrie, fut le tournant de la guerre. Les forces combinées des Habsbourg et des transylvains (soit 45 à 50 000 hommes) sont taillées en pièces par une armée turco-tatare deux fois plus nombreuse. Les chrétiens sont défaits parce qu'ils avaient en partie quitté le champ de bataille pour aller piller le camp ottoman. Cette bataille est le premier engagement majeur entre Turcs et Européens depuis la bataille de Mohács. Après cette bataille, les alliés sont dans l'incapacité d'atteindre leur objectif stratégique et la guerre dégénère en une succession de petites batailles et de sièges mineurs de forteresses qui changent plusieurs fois de mains.
En août 1601, à la Bataille de Goroszló, Giorgio Basta et Michel le Brave défont la noblesse hongroise, menée par Sigismond Ier Báthory, qui avait accepté la protection ottomane. Après l'assassinat de Michel par des mercenaires de Basta, les Transylvains, menés par Mózes Székely, sont à nouveau battus en 1603 à la bataille de Braşov (en) par les Habsbourg et par les valaques sous les ordres de Radu Şerban.
La dernière phase de la guerre, de 1604 à 1606, correspond en fait à la lutte du prince de Transylvanie Stephen Bocskay contre les Habsbourg. Ce combat, soutenu par la noblesse hongroise de Transylvanie et par l'Empire ottoman a pour but d'obtenir du très catholique empereur Habsbourg, des garanties en faveur de la liberté de culte pour les protestants (édit transylvain de tolérance de 1565) et de la liberté des États hongrois, en le forçant à faire la paix avec les Ottomans. La guerre dévaste à la fois la Hongrie et la Transylvanie, ne laissant aux catholiques aucun espoir de retour offensif. Cependant, la reprise de la deuxième guerre turco–séfévide (1603–1618) empêche les Ottomans de poursuivre leur effort en Europe centrale.

## Conséquences
La Longue Guerre prit fin avec le traité de Zsitvatorok signé le 11 novembre 1606. La paix de Zsitvatorok retarda la conquête de la Hongrie par les Habsbourg d'un demi-siècle, mais confirma l'incapacité des Ottomans à pénétrer plus avant dans les territoires des Habsbourg, constituant ainsi la première défaite stratégique ottomane. Le traité fixa aussi la frontière austro-ottomane pour quelques décennies.
Les alliés chrétiens apprirent de cette guerre qu'un succès militaire durable était impossible sans remporter une victoire majeure et commune sur les Ottomans. De plus, il était démontré que les armées autrichiennes ne pouvaient pas tenir la Transylvanie contre les Ottomans, sans l'appui de la noblesse hongroise locale qui, étant à majorité protestante, préférait payer un tribut aux Turcs plutôt qu'être soumise aux Habsbourg et à leur Contre-Réforme.